# کیا سید
کیا سید (به انگلیسی: Kia Cee'd) خودرویی از محصولات کیا موتورز است که از سال ۲۰۰۶ تا کنون در ژیلینای اسلواکی و کالینینگراد روسیه تولید شده‌است. این خودرو در کلاس خودرو کامپکت قرار دارد و سیستم جعبه‌دندهٔ آن ۶ دندهٔ دستی، ۶ دندهٔ خودکار و ۷ دندهٔ دوکلاچه است.

## نگارخانه

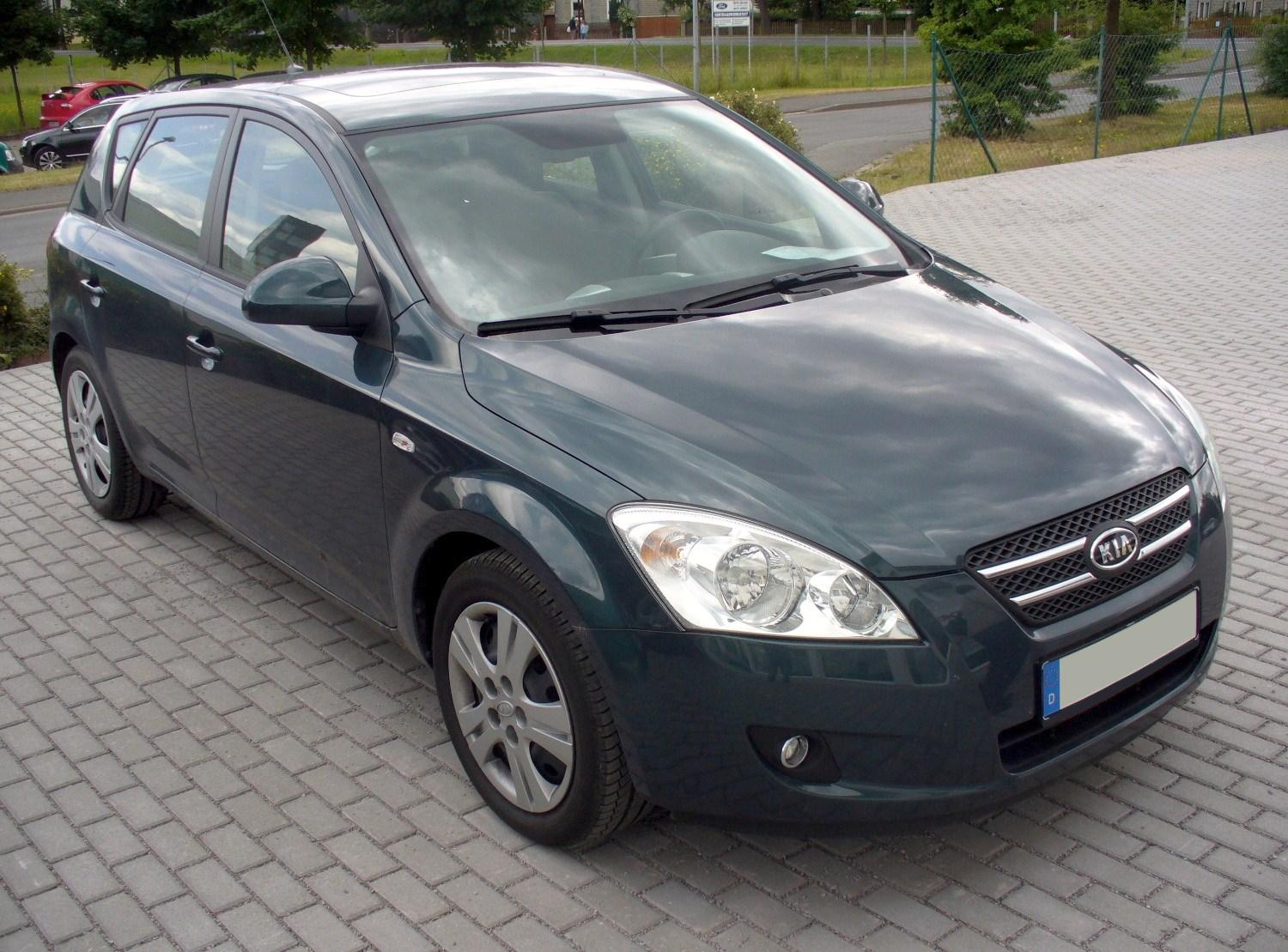
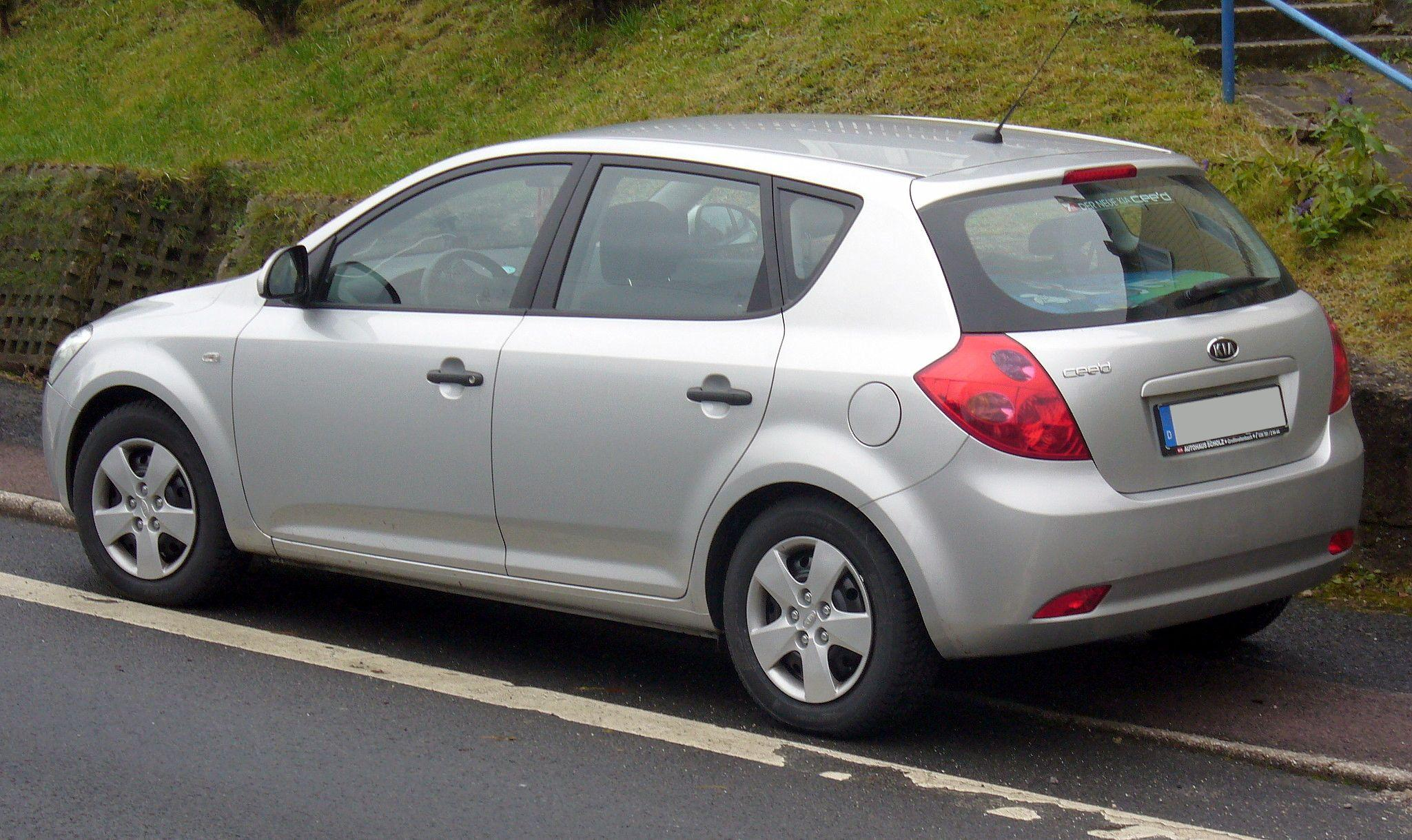
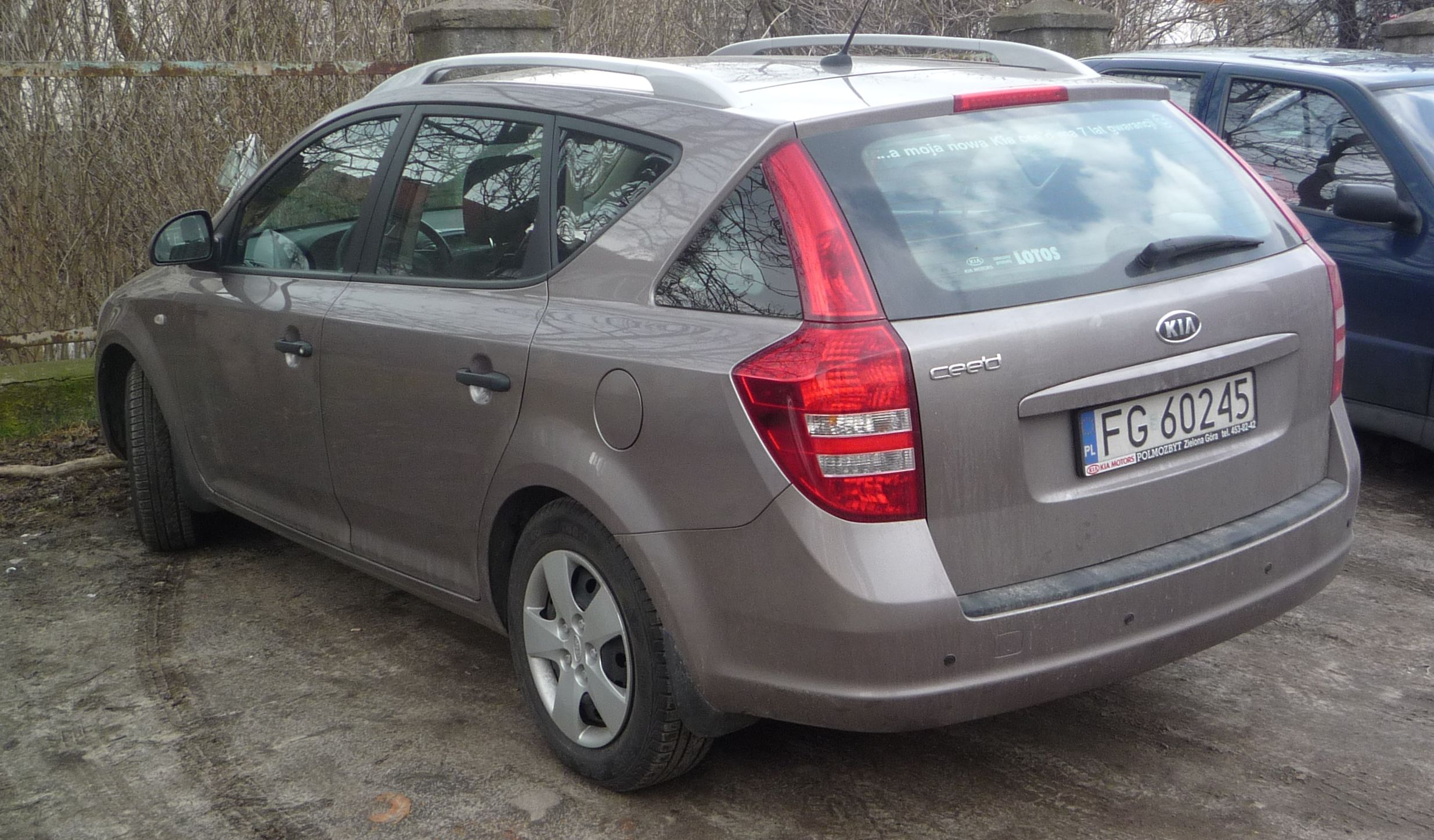
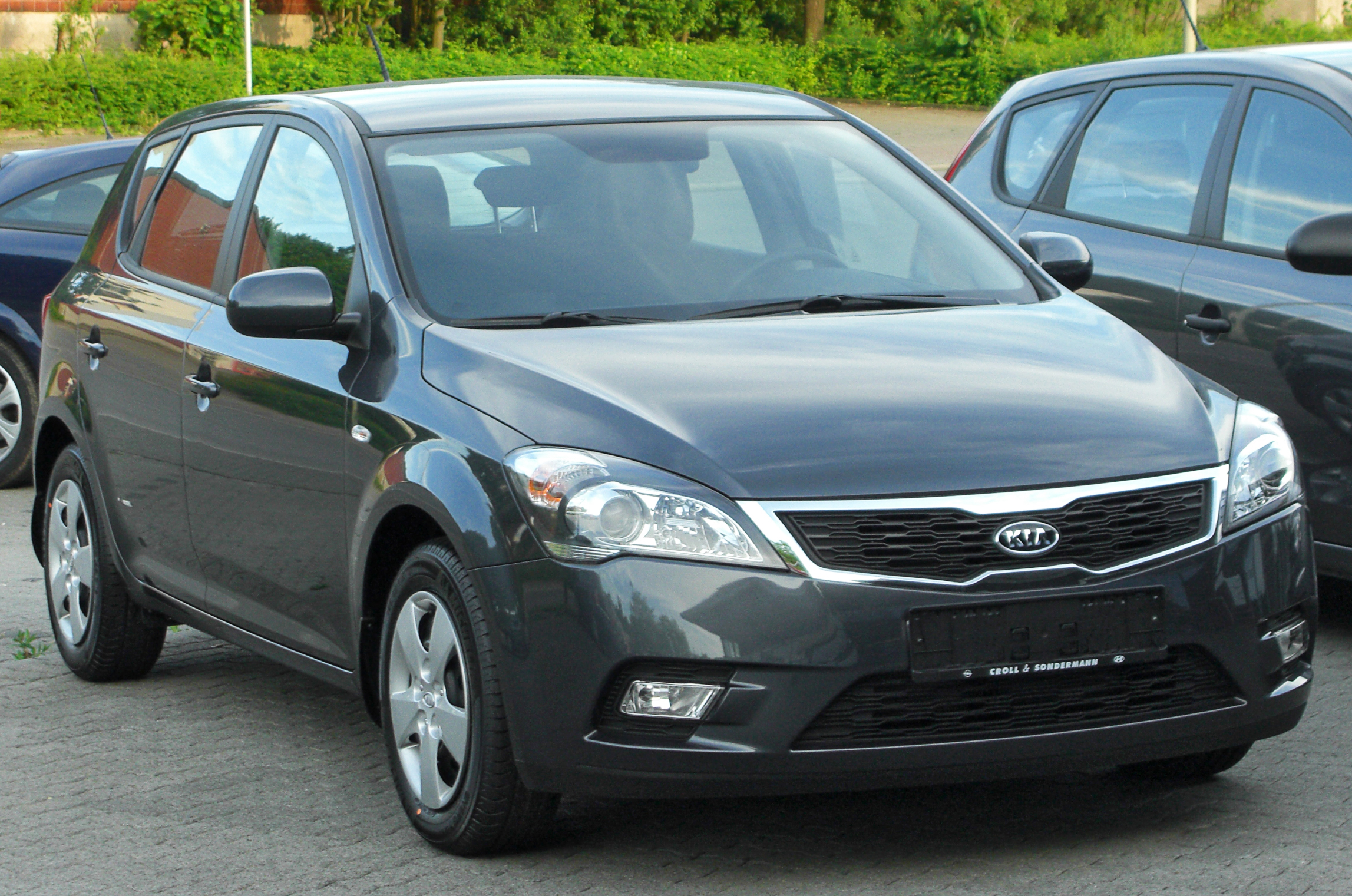
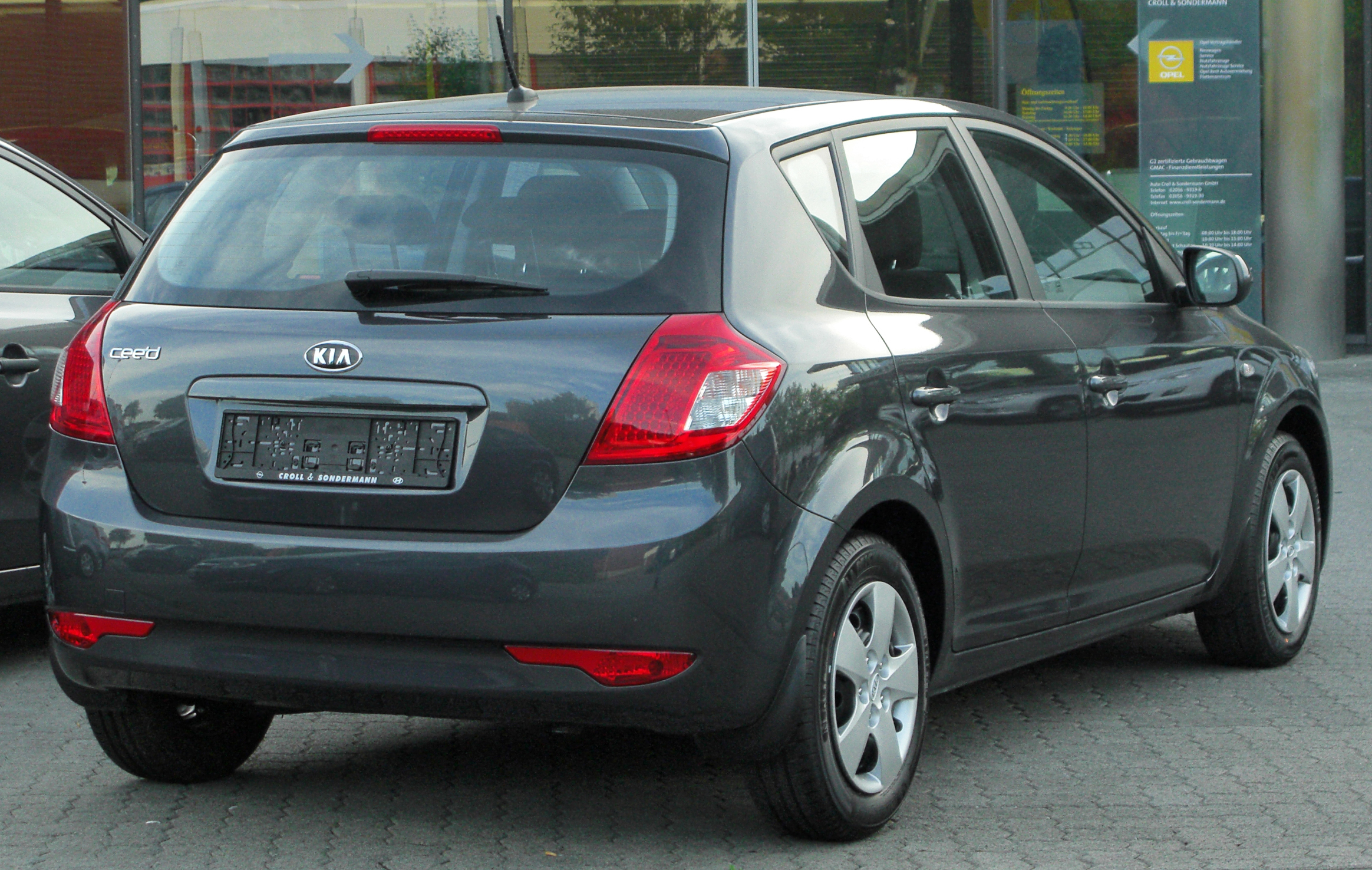
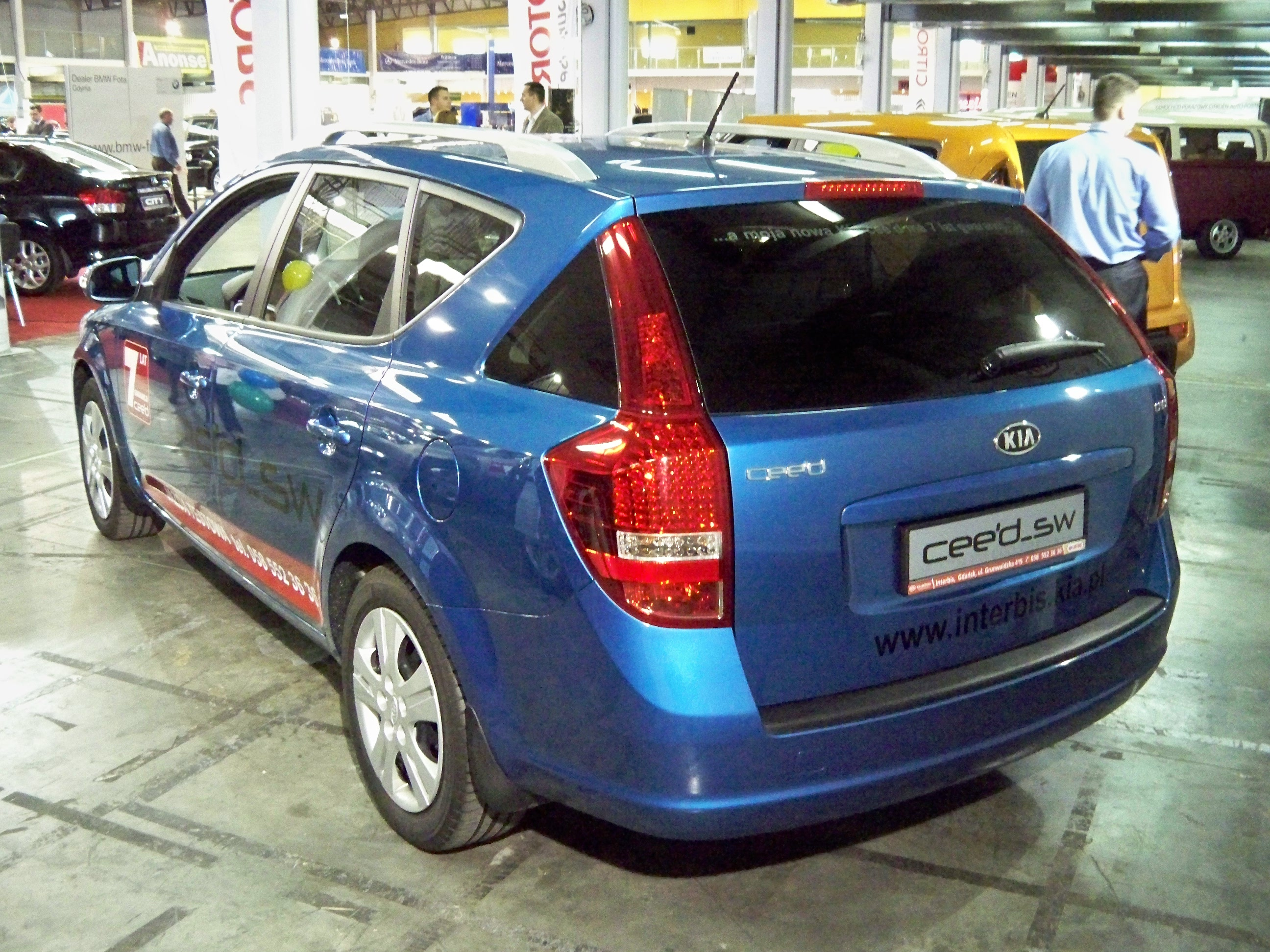
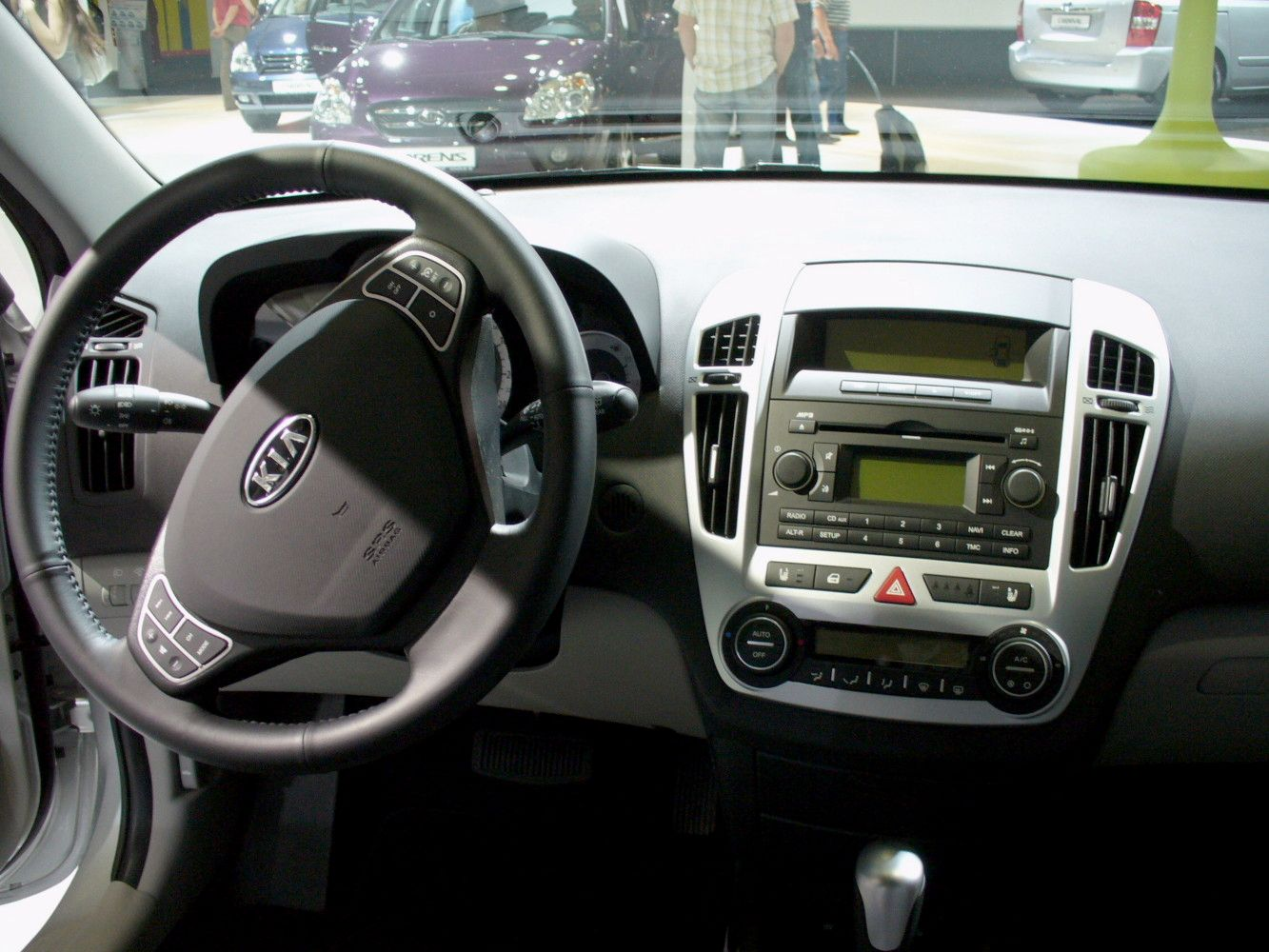